# Adnan Mravac
Adnan Mravac (Banja Luka, 10 aprile 1982) è un ex calciatore bosniaco, di ruolo difensore.

## Palmarès

### Club

#### Competizioni nazionali
- Erste Liga: 1

Mattersburg: 2002-2003